# Ignacy Juliusz Rosner
Ignacy Juliusz Rosner (1. ledna 1865 Krakov – 24. března 1926 Varšava) byl rakouský a polský novinář, ministerský úředník a politik z Haliče, na počátku 20. století poslanec Říšské rady.

## Biografie
Jeho otcem byl dermatolog Antoni Rosner, bratrem gynekolog Aleksander Rosner. Ignacy Juliusz Rosner vystudoval v letech 1882–1886 právo na Jagellonské univerzitě v Krakově, kde roku 1887 získal titul doktora práv. V letech 1887–1891 pak studoval národohospodářství a právo na Berlínské univerzitě a Lipské univerzitě. Krátce působil jako advokát v Krakově a od roku 1893 byl úředníkem na ministerstvu vyučování ve Vídni. V letech 1895–1898 za vlády Kazimíra Badeniho byl zástupcem vedoucího tiskového úřadu vlády a v letech 1898–1899 vedoucím tohoto úřadu za vlády Franze Thuna. Zároveň působil jako poradce předlitavského ministra financí Leona von Bilinského. V letech 1890–1892 byl spolupracovníkem krakovského listu Świat, od roku 1891 působil v redakci konzervativního listu Czas. Od roku 1899 zastával funkci sekčního šéfa ministrů pro haličské záležitosti. V roce 1908 patřil mezi úzké spolupracovníky haličského místodržícího Michała Bobrzyńského.
Na počátku 20. století se zapojil i do celostátní politiky. Ve volbách do Říšské rady roku 1911 získal mandát v Říšské radě (celostátní zákonodárný sbor) za obvod Halič 23. Byl členem poslanecké frakce Polský klub. V parlamentu setrval do zániku monarchie. K roku 1911 se profesně uvádí jako ministerský rada.
V letech 1914–1916 zastával post náměstka vyslance rakouské vlády při polském regentském království ve Varšavě.
V období let 1920–1926 působil jako redaktor listu Kurjer Polski a Nowy Kurjer Polski ve Varšavě. V letech 1921–1924 měl též funkci náměstka předsedy Syndikátu varšavských novinářů.